# Distretto di Babar
Il distretto di Babar è un distretto della provincia di Khenchela, in Algeria, con capoluogo Babar.

## Comuni
Il distretto di Babar comprende 1 comune:
- Babar